# Jeanne Shaheen
Jeanne Shaheen, (Saint Charles (Missouri), Missouri, 28 januari 1947), geboren als Cynthia Jeanne Bowers, is een Amerikaanse Democratische politica die sinds 2009 senator voor New Hampshire is. Ze was gouverneur van New Hampshire van 1997 tot 2003.

## Biografie
Jeanne Shaheen is getrouwd met Bill Shaheen, een Amerikaanse advocaat van Libanese origine. Het koppel heeft drie kinderen. Shaheen heeft zelf een diploma Engelse letterkunde.
In 1990 werd ze verkozen tot de Senaat van New Hampshire, als kandidaat voor de Democraten. In 1996 werd ze met 57% van de stemmen verkozen tot gouverneur en in 1998 en 2000 werd ze herkozen. Haar beleid stond bekend als gematigd, aangezien ze moest samenwerken met een Republikeinse meerderheid in het parlement. Zo werd haar voorstel om een BTW in te voeren door het parlement tegengehouden. In 2000 werkte ze mee aan de presidentscampagne van Al Gore en werd ze genoemd als een van de kandidaten voor het Vicepresidentschap.
In 2002 liet ze een nieuw mandaat als gouverneur aan zich voorbijgaan om het op te nemen tegen Senator John Sununu, maar ze verloor de strijd met 46% tegen 51%. In 2004 nam ze deel aan de presidentscampagne van John Kerry en in 2005 werd ze benoemd tot directeur van het departement Politieke Wetenschappen van de Harvard-universiteit. In 2008 nam ze het opnieuw op tegen Senator John Sununu en ditmaal versloeg ze hem met 52%-45%. In 2014 moest ze het opnemen tegen de Republikein Scott Brown, die eerder Senator was voor Massachusetts. De verkiezingsstrijd was een van de spannendste in de VS. Shaheen versloeg Brown met 51%-48%.
Tijdens haar termijn als Senator werd Shaheen bekend als pro-abortus en voor rechten voor holebi's. Eerst was ze een voorstander van de Irakoorlog en de omverwerping van Saddam Hussein, maar in 2004 trok ze haar steun terug. In februari 2016 stelde Shaheen een wet voor om de rechten van slachtoffers van seksueel geweld te beschermen. Dit deed ze naar aanleiding van een voorstel van Amanda Nguyen, die zelf slachtoffer werd van verkrachting. De Sexual Assault Survivors' Rights Act werd in september 2016 unaniem aangenomen door het Amerikaanse Congres.
- Gemeinsame Normdatei: 1192980530
- International Standard Name Identifier: 0000 0004 1020 2976
- Library of Congress Control Number: no2013063563
- SNAC: w6kh30zz
- Biographical Directory of the United States Congress: S001181
- Virtual International Authority File: 304586241
- WorldCat: E39PBJtxk9RP7h7mtb9XCVD6rq

Alabama: Tuberville (R) · Britt (R)
Alaska: Murkowski (R) · Sullivan (R)
Arizona: Kelly (D) · Gallego (D)
Arkansas: Boozman (R) · Cotton (R)
Californië: Padilla (D) · Schiff (D)
Colorado: Bennet (D) · Hickenlooper (D)
Connecticut: Blumenthal (D) · Murphy (D)
Delaware: Coons (D) · Blunt Rochester (D)
Florida: R. Scott (R) · Moody (R)
Georgia: Ossoff (D) · Warnock (D)
Hawaï: Schatz (D) · Hirono (D)
Idaho: Crapo (R) · Risch (R)
Illinois: Durbin (D) · Duckworth (D)
Indiana: Young (R) · Banks (R)
Iowa: Grassley (R) · Ernst (R)
Kansas: Moran (R) · Marshall (R)
Kentucky: McConnell (R) · Paul (R)
Louisiana: Cassidy (R) · Kennedy (R)
Maine: Collins (R) · King (O)
Maryland: Van Hollen (D) · Alsobrooks (D)
Massachusetts: Warren (D) · Markey (D)
Michigan: Peters (D) · Slotkin (D)
Minnesota: Klobuchar (D) · Smith (D)
Mississippi: Wicker (R) · Hyde-Smith (R)
Missouri: Hawley (R) · Schmitt (R)
Montana: Daines (R) · Sheehy (R)
Nebraska: Fischer (R) · Ricketts (R)
Nevada: Cortez Masto (D) · Rosen (D)
New Hampshire: Shaheen (D) · Hassan (D)
New Jersey: Booker (D) · Kim (D)
New Mexico: Heinrich (D) · Luján (D)
New York: Schumer (D) · Gillibrand (D)
North Carolina: Tillis (R) · Budd (R)
North Dakota: Hoeven (R) · Cramer (R)
Ohio: Moreno (R) · Husted (R)
Oklahoma: Lankford (R) · Mullin (R)
Oregon: Wyden (D) · Merkley (D)
Pennsylvania: Fetterman (D) · McCormick (R)
Rhode Island: Reed (D) · Whitehouse (D)
South Carolina: Graham (R) · T. Scott (R)
South Dakota: Thune (R) · Rounds (R)
Tennessee: Blackburn (R) · Hagerty (R)
Texas: Cornyn (R) · Cruz (R)
Utah: Lee (R) · Curtis (R)
Vermont: Sanders (O) · Welch (D)
Virginia: Warner (D) · Kaine (D)
Washington: Murray (D) · Cantwell (D)
West Virginia: Moore Capito (R) · Justice (R)
Wisconsin: Johnson (R) · Baldwin (D)
Wyoming: Barrasso (R) · Lummis (R)
(D): Democraat · (R): Republikein · (O): Onafhankelijk